# 光學望遠鏡

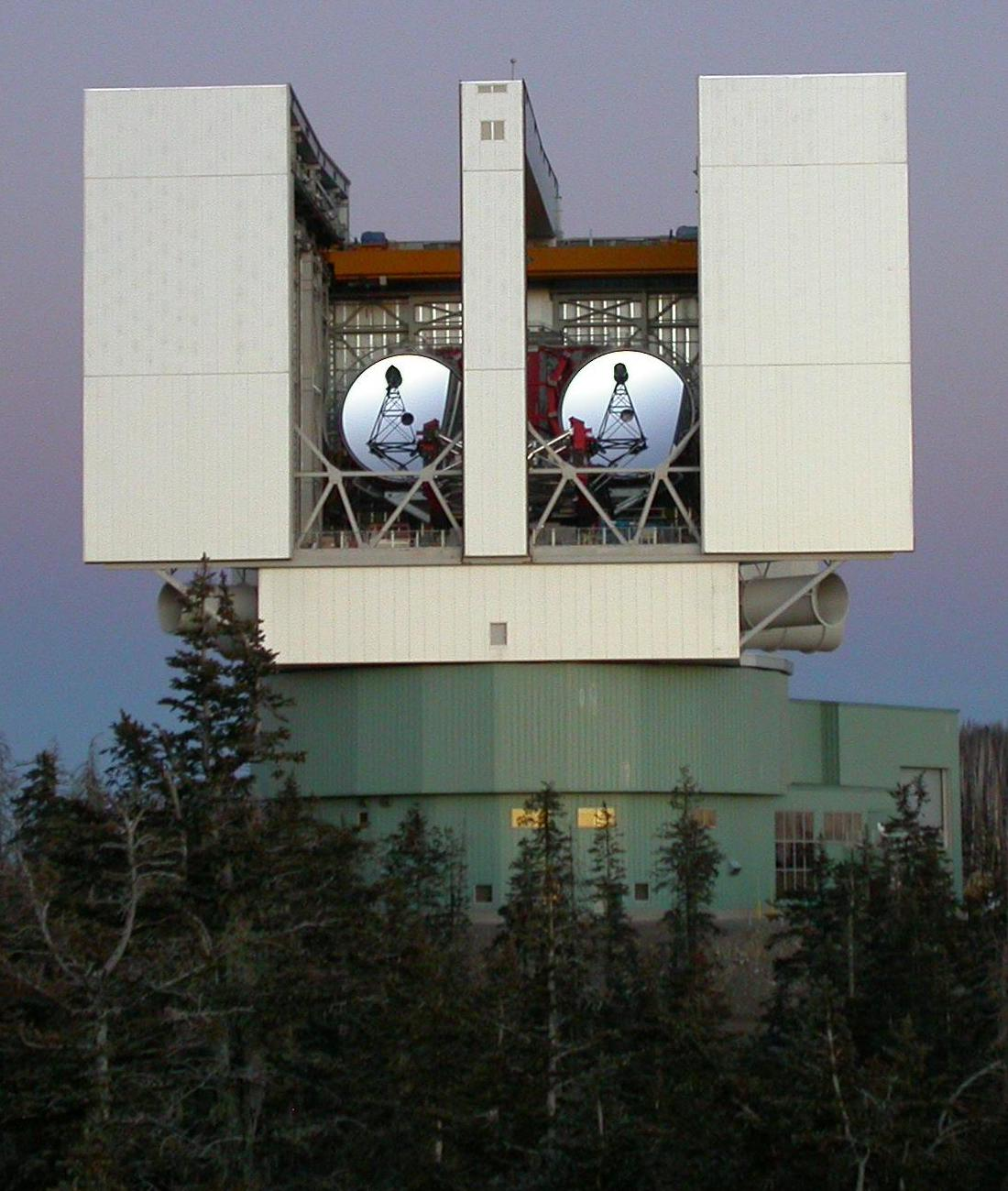
使用兩個彎曲的鏡子來收集光線的大雙筒望遠鏡。

光學望遠鏡是望遠鏡的一種，它主要在焦點上收集電磁波譜可見光部分的光，以創建用於直接目視檢查的放大圖像，製作照片，或通過電子感光元件收集數據。
光學望遠鏡有三種主要類型：
- 折射望遠鏡：使用透鏡，也有少數是使用稜鏡（屈光學）。
- 反射望遠鏡：使用面鏡（反射光學）。
- 折反射望遠鏡：結合透鏡和面鏡。

光學望遠鏡分辨小細節的能力與其物鏡（收集和聚焦光的主透鏡或鏡子）的直徑（或孔徑）直接相關，其聚光能力與物鏡的面積相關。  物鏡越大，望遠鏡收集的光線越多，解析的細節就越精細。
人們使用光學望遠鏡（包括單筒望遠鏡和雙筒望遠鏡）進行戶外活動，如觀測天文學、鳥類學、領航、狩獵和偵察，以及室內/半戶外活動，如觀看表演藝術和觀眾體育。

## 歷史
望遠鏡與其說是科學家的發明，不如說是光學工匠的發現。透鏡以及光的折射和反射性質自古以來就已為人所知，並且關於它們如何工作的理論是由古希臘哲學家發展起來，在中世紀伊斯蘭世界保存和擴展，到望遠鏡發明時，已經達到顯著先進的近代早期欧洲狀態。但是，在望遠鏡的發明中，引用的最重要步驟是開發眼鏡的透鏡製造。第一次在十三世紀的威尼斯和佛羅倫斯，後來在荷蘭和德國的眼鏡製作中心。1608年在荷蘭，第一批描述折射光學望遠鏡的文件以眼鏡製造商漢斯·李普希申請的專利的形式浮出台面，幾週後，雅各·梅修斯和第三個未知的申請人提出索賠，說他們也知道這種"藝術"。
這項發明的消息迅速傳播開來，伽利略·伽利莱在聽說該設備後，在一年內就做出了自己的改進設計，並且是第一個使用望遠鏡發表天文結果的人。伽利略的望遠鏡使用了凸面目標透鏡和凹面目鏡，這種設計現在被稱為伽利略望遠鏡。約翰內斯·開普勒提出了改進的設計，使用凸面目鏡，通常被稱為克卜勒望遠鏡。
折射鏡發展的下一個重要步驟是18世紀初消色差透鏡的出現，它校正了當時克卜勒望遠鏡中的色差，允許使用更短的儀器和更大的物鏡。
對於使用曲面鏡做為物鏡的反射望远镜來說，理論先於實踐。曲面鏡的行為類似於透鏡的理論基礎可能是由海什木建立的，他的理論在他作品的拉丁語翻譯中得到了廣泛的傳播。在折射望遠鏡發明後不久，伽利略、喬瓦尼·法蘭切斯科·薩格雷多和其他人，由於他們知道曲面鏡具有與透鏡相似的性質，就曾討論過使用鏡子作為成像物鏡來建造望遠鏡的想法。使用抛物面鏡的潜在優勢（主要是减少了球面像差，消除了色差）導致了幾種反射望遠鏡的設計，其中最著名的是1663年由詹姆斯·格雷果里設計出版，但是沒有建立任何工作模型，後來被稱為格里望遠鏡。人們普遍認為艾薩克·牛頓在1668年建造了第一批實用的反射望遠鏡，即牛顿望远镜，但由於建造困難和使用的效能差，反射鏡耗時100多年的時間才能普及。反射望遠鏡的許多進步，包括18世紀抛物面鏡製造的完善、19世紀的鍍銀玻璃鏡面、20世紀的持久鋁鍍膜。拼合镜面允許更大的直徑，主动光学補償重力變形。20世紀中期的一項創新是折反射望远镜，例如施密特攝星儀，它使用透鏡（校正板）和鏡子作為主要光學元件，主要用於無球面像差的廣視場成像。
20世紀末，自適應光學和太空望遠鏡的發展克服了視寧度的問題。
21世紀初的電子革命導致了2010年代電腦連接望遠鏡的發展，非專業天文觀測者可以利用專業天文學家過去幾十年開發的數位天文攝影科技，使用相對低成本的設備觀測恆星和人造衛星。電子設備通過電腦（智慧手機、平板電腦或筆記型電腦）與望遠鏡連結，實現無焦點攝影的天文觀測。數位技術允許黑片相減讓多個圖像堆疊在一起，同時減去觀測的雜訊分量，產生梅西耶天體和暗恆星的圖像，讓消費型設備一樣能獲得視星等15等的暗天體淡。

## 工作原理
設計圖中最基本的元素是收集光線的物鏡（透鏡（1））、在一段距離外的物體（4）在焦平面上形成一個實像（5）。這個影像可以被記錄或經過作用如同放大鏡的目鏡（2），讓眼睛（3）可以看見遠處被放大的虛像（6）。

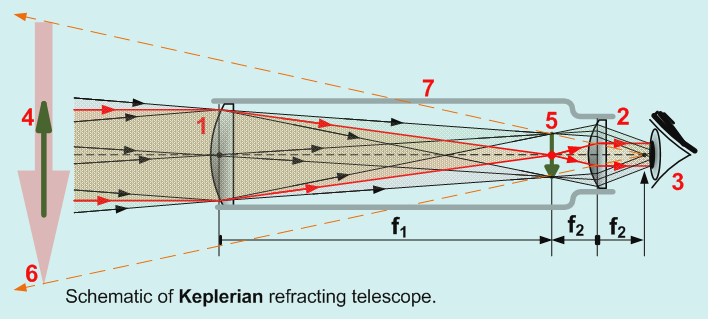
克卜勒望遠鏡的簡圖。（4）處的箭頭是原始圖像的（名義上）表示；（5）處的箭頭是焦平面處的反相圖像；（6）處的箭頭是在觀看者的視覺球體中形成的虛像。紅色射線產生箭頭的中點；另外兩組光線（黑色）產生頭部和尾部。

使用兩個凸透鏡成像的望遠鏡產生的影像是倒置的，觀賞地面景物的望遠鏡和雙筒望遠鏡使用稜鏡（一般為普羅稜鏡）或是在物鏡和目鏡之間再安裝一個或更多的透鏡將影像轉正，這樣就能看見正立像。
許多形式的望遠鏡會使用次鏡（副鏡）甚至第三個鏡片來摺疊光路，這些也許是光學設計的整體部分（卡塞格林反射鏡和其他類似），但也有望遠鏡以更簡潔的方法和在更方便的位置上安置目鏡或探測器使用。在大型望遠鏡上，這些附加的鏡片通常是為了提供更大的視野或是改善影像的品質。 

## 角分辨率
忽略大氣擾動（視寧度或稱視象度）對影像品質的影響和光學望遠鏡的缺點，一架光學望遠鏡的角分辨率取決於物鏡，也就是望遠鏡口徑大小。雷利準則提供分辨力的極限值{\displaystyle \alpha _{R}}（徑度量）：
{\displaystyle \alpha _{R}=1.22\lambda /D},
此處{\displaystyle \lambda }是光的波長，{\displaystyle D}是望遠鏡的口徑（直徑）。對可見光綠光（{\displaystyle \lambda } = 550 nm），公式可寫成：
{\displaystyle \alpha _{R}=138/D}.
此處，{\displaystyle \alpha _{R}}以角秒為單位的極限值，口徑{\displaystyle D}單位是毫米。在理想情況下，一對聯星的距離即使略小於這個極限值{\displaystyle \alpha _{R}}也還能被分辨出來，這就是戴維斯極限：
{\displaystyle \alpha _{D}=116/D}.
實際上，口徑越大，角分辨率就越好。
此處要特別強調的是，角解析度不是為望遠鏡的最大放大率（或倍率）所提供的，經銷商所提供的最大倍數是望遠鏡倍率的上限值，由於超越了物鏡能力範圍的最大倍率與角分辨率，不能把影像變得更清楚，通常得到的影像品質也是最差的。
對大型的固定地基望遠鏡，角分辨率的極限是由視象度決定，現今發展之望遠鏡安置在大氣層之上，來消除空氣對影像擾動影響角分辨率，也就是太空望遠鏡、氣球望遠鏡和安裝在飛機上的望遠鏡（古柏機載天文台、同溫層紅外線天文台（SOFIA）或將地基望遠鏡加裝調適光學和斑點成像。）
近來，光學望遠鏡的綜合口徑陣列變得更實用，經由空間中一組小口徑望遠鏡組合，在小心操控的光學平面連結下，可以獲得更高的解析度。但是這些干涉儀仍只能用於觀測恒星或是活动星系核等明亮天體。

## 焦長和焦比

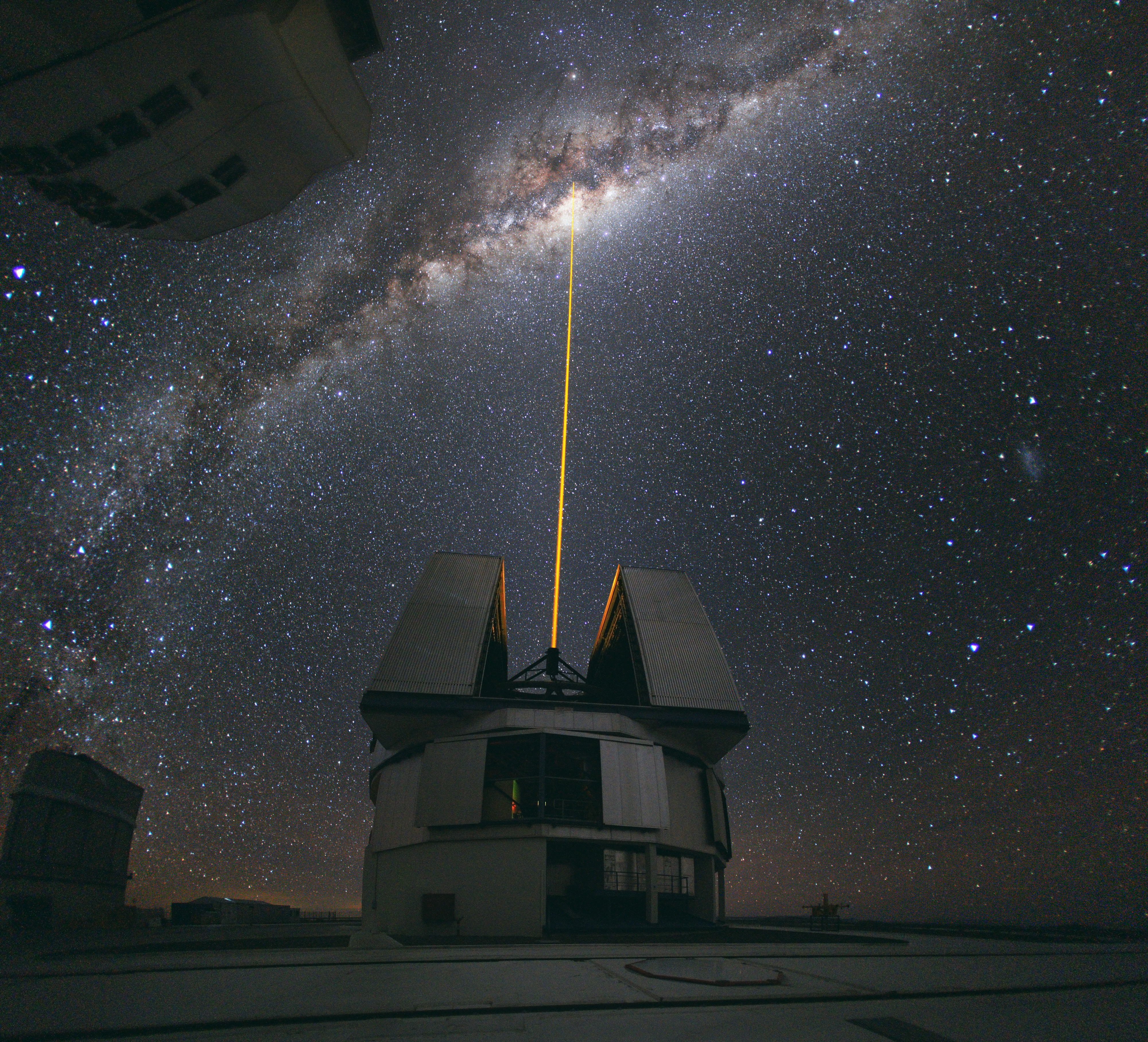
帕瑞納天文台利用雷射校準強化畫質的光學望遠鏡

焦距決定了望遠鏡在配上目鏡、一定大小的CCD或普通底片後可能觀看的視野大小。望遠鏡的焦比（焦距比或f數，即攝影術語之「光圈」）是焦長和物鏡口徑（直徑）比值。因此當口徑（集光力）不變時，焦比低的視野較大。廣角望遠鏡（像是摄星镜）用來追蹤衛星和小行星，或是從事宇宙射線的研究和巡天觀測。低焦比望遠鏡的像差比高焦比的更難以消除。

## 集光力
一架望遠鏡的集光力直接與物鏡（透鏡或鏡片）的直徑（即口徑）有關。要注意圓面積與半徑的平方成正比，因此當望遠鏡的鏡片直徑增加三倍時，集光力會增加九倍，口徑越大收集的光線越多；另外靈敏度高的影像設備（如CCD）能在較少的光量下獲得比較好的影像品質。

## 研究用望遠鏡
幾乎所有用於研究的大型天文望遠鏡都是反射鏡，其原因是： 
- 在採用透鏡之下，必須整塊鏡片材料皆為沒有缺點和均勻而沒有多相性，而反射鏡只需要將一個表面完美的磨光，磨制相對簡易。
- 除真空環境下，不同顏色的光在穿透介質時會有不同的波速度，導致紅光偏移的角度大且藍紫光偏移的角度小，這些偏移會造成折射鏡特有的色差。
- 大口徑透鏡在製造和操作上都有技術上的困難。其一是所有的材料都會因為重力而下垂，觀測舉得最高而且也是相對較重的透鏡只能在鏡片周圍加以支撐，另一方面，面鏡除了反射面以外，可以在反射面的背面和其他的側邊進行支撐。

光學望遠鏡大小在20世紀穩定的增加，在1910至1940年增加一倍，在1940至1990年又增加一倍。現在最大的望遠鏡是11公尺的南非大望遠鏡和霍比-埃伯利望远镜，以及10.4公尺的加那利大型望远镜。
在1980年代，在技術上作出改進的新一代望遠鏡有了長足的進步，這些進步包括多鏡片望遠鏡，可以控制鏡片的個人電腦，另一個主要的進展是旋轉的熔爐，可以用離心力讓望遠鏡的鏡片在融爐中就接近要磨制的形狀（曲率半徑）。

## 其他形式
- 雙筒望遠鏡是將兩架單筒望遠鏡肩並肩的組合在一起，而能同時使用的望遠鏡。這種望遠鏡最主要的實用優點不是放大，而是在黎明或薄暮時有明亮的視場。與指南針結合在一起的單筒或雙筒望遠鏡，在軍隊的炮兵單位和船艦會用於三角測量與地形（海岸）特徵的導航上。手持的望遠鏡不會受到手震影響的極限是七倍，因此要有明亮的視場和最佳倍數的雙筒望遠鏡是7×50的規格。

由於雙筒望遠鏡有視場較廣，較明亮且容易操作、較專業望遠鏡便宜等原因，成為天文愛好者平時學習觀測的常用器材，而較大口徑的雙筒望遠鏡更成為了一些天文愛好者成功尋得新彗星的重要器材；另外亦有天文愛好者嘗試把兩具同一口徑的反射望远镜組裝成雙筒望遠鏡。

## 外部連結
- Basic Telescope Optics
- Online Telescope Math Calculator（页面存档备份，存于）
- MMS - Australian Advanced Telescope Users（页面存档备份，存于）

1. 1 2 3  . galileo.rice.edu.   [2022-11-20]. （原始内容存档于2004-06-23）.
2. 1 2  Fred Watson. . Allen & Unwin. 2007: 55. ISBN 978-1-74176-392-8.
3. ↑  Henry C. King. . Courier Corporation. 2003: 25–29. ISBN 978-0-486-43265-6.
4. ↑  progression is followed through Robert Grosseteste Witelo, Roger Bacon, through Johannes Kepler, D. C. Lindberg, Theories of Vision from al-Kindi to Kepler, (Chicago: Univ. of Chicago Pr., 1976), pp. 94–99
5. ↑  Ilardi, Vincent. . American Philosophical Society. 2007. ISBN 978-0-87169-259-7 （英语）.
6. ↑  Henry C. King. . Courier Corporation. 2003: 27. ISBN 978-0-486-43265-6. (spectacles) invention, an important step in the history of the telescope
7. ↑  Albert Van Helden, Sven Dupré, Rob van Gent, The Origins of the Telescope, Amsterdam University Press, 2010, pages 3-4, 15
8. ↑  Albert Van Helden, Sven Dupré, Rob van Gent, The Origins of the Telescope, Amsterdam University Press, 2010, page 183
9. ↑  See his books Astronomiae Pars Optica and Dioptrice
10. ↑  . www.mhs.ox.ac.uk.   [2022-11-20]. （原始内容存档于2000-05-10）.
11. ↑  Fred Watson. . Allen & Unwin. 2007: 108. ISBN 978-1-74176-392-8.
12. ↑  Fred Watson. . Allen & Unwin. 2007: 109. ISBN 978-1-74176-392-8.
13. ↑  works by Bonaventura Cavalieri and Marin Mersenne among others have designs for reflecting telescopes
14. ↑  Fred Watson. . Allen & Unwin. 2007: 117. ISBN 978-1-74176-392-8.
15. ↑  Henry C. King. . Courier Corporation. 2003: 71. ISBN 978-0-486-43265-6.
16. ↑  A. Rupert Hall. . Cambridge University Press. 1996: 67. ISBN 978-0-521-56669-8.
17. ↑  Parabolic mirrors were used much earlier, but James Short perfected their construction.See . Astronomy Department, University of Michigan.   [2022-09-21]. （原始内容存档于2009-01-31）.
18. ↑  Silvering was introduced by Léon Foucault in 1857, see madehow.com - Inventor Biographies - Jean-Bernard-Léon Foucault Biography (1819–1868) （页面存档备份，存于），and the adoption of long lasting aluminized coatings on reflector mirrors in 1932. Bakich sample pages Chapter 2, Page 3 "John Donavan Strong, a young physicist at the California Institute of Technology, was one of the first to coat a mirror with aluminum. He did it by thermal vacuum evaporation. The first mirror he aluminized, in 1932, is the earliest known example of a telescope mirror coated by this technique." （页面存档备份，存于）
19. ↑  . www.sciencedirect.com.   [2023-12-13]. （原始内容存档于2023-12-13）.
20. ↑   [The connected telescopes land. Episode 2/2: the eVscope]. Ciel & espace (L'Association Française d'Astronomie). November 2018  [2019-06-29]. （原始内容存档于2019-06-29） （法语）.
21. ↑  Billings, Lee. . Scientific American. 2018-09-13  [2019-06-29]. （原始内容存档于2019-03-27）.